# تيم جونسون (لاعب كرة قاعدة)
تيم جونسون (بالإنجليزية: Tim Johnson)‏ هو لاعب كرة قاعدة أمريكي، ولد في 22 يوليو 1949 في غراند فوركس في الولايات المتحدة.

## وصلات خارجية
- تيم جونسون على موقعبيزبول رفرنس.كوم (الدوري الرئيسي) (الإنجليزية)
- تيم جونسون على موقعبيزبول رفرنس.كوم (الدوري الثانوي) (الإنجليزية)